# Pemphigus immunis
Pemphigus immunis är en insektsart. Pemphigus immunis ingår i släktet Pemphigus och familjen långrörsbladlöss. Inga underarter finns listade i Catalogue of Life.